# Quousque tandem abutere, Catilina, patientia nostra?
Quousque tandem abutere, Catilina, patientia nostra? je latinska fraza kojom započinje prvi govor Marka Tulija Cicerona protiv Katiline. Prevedena glasi Dokle ćeš konačno, Katilina, zlorabiti strpljivost našu?
Ove riječi čine slavni incipit, tj. početak prvog govora protiv Katiline. Riječi je izrekao Ciceron u Hramu Jupitera Statora (govor nije održan u Rimskom Senatu zbog sigurnosnih razloga) dana 8. listopada 63. pr. Kr. radi otkrivanja i kažnjavanja druge Katilinine urote, tj. neuspješnog državnog udara protiv Rimske Republike kojeg je predvodio Katilina sa svojim pristalicama.
Fraza se prigodno koristi i danas radi razotkrivanja nečije hipokrizije. Obično se izriče žalosnim glasom. Može se pretpostaviti kako je većinom uobičajen izraz u zemljama u kojima djeca moraju učiti latinski, poput Italije.
Govor se nastavlja riječima quamdiu etiam furor iste tuus nos eludet? quem ad finem sese effrenata iactabit audacia? što prevedeno znači "Dokle će nas izigravati to tvoje ludilo? Dokle će se razmetati ta tvoja neobuzdana smjelost?" tvoreći tako slavni hendiatris.

## Više informacija
- O tempora, o mores!
- Cjelovit tekst govora protiv Katiline na latinskom Wikizvoru